# Pigmentbecherocellus

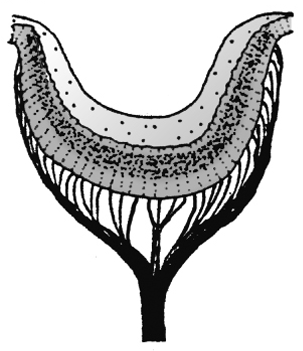
Becherauge einer Napfschnecke (Patella sp.). Nach Salvini-Plawen und Mayr (1977), verändert.

Pigmentbecherocellen (Synonyme: Pigmentbecheraugen, Pigmentbecherozellen) sind einfache Lichtsinnesorgane (Augen), die z. B. bei Strudelwürmern (Turbellaria) oder Lanzettfischchen (Branchiostoma lanceolatum) auftreten.
Sie bestehen aus 20 bis 30 Sehzellen (Fotorezeptoren), die in einer halbkreisförmigen Vertiefung angeordnet sind. Je nach Richtung des einfallenden Lichtes werden daher nur wenige Fotorezeptoren angeregt, sodass es dem Organismus damit möglich ist, die Richtung des Lichtes wahrzunehmen.
Als ursprünglich spezielle Entwicklung der Epidermis kommen weiterentwickelte Pigmentbecherocellen auch mit inverser (nach innen) oder everser (nach außen) Anordnung der Photorezeptoren vor.
Pigmentbecherocellen sind ebenso wie Grubenaugen, die ebenfalls ein Richtungssehen ermöglichen, leistungsstärkere Lichtsinnesorgane als die einfachen Augenflecken (Stigmen) von Einzellern (Protozoen), die lediglich ein Hell-Dunkel-Sehen ermöglichen, also nicht mehr als die Wahrnehmung der Richtung des einfallenden Lichtes. Gegenüber den Blasen- und Linsenaugen, bei denen das Bildsehen ermöglicht wird, sind Pigmentbecherocellen benachteiligt.